# Adelina Pastor
Adelina Pastor (née le 5 mai 1993 à Zalău) est une athlète roumaine, spécialiste du 400 mètres.

## Biographie
Médaillée d'argent du relais 4 × 400 m lors des championnats d'Europe espoirs 2013, elle se classe sixième de l'épreuve lors des championnats du monde 2013 après disqualification de l'équipe de Russie. Elle décroche par ailleurs la médaille d'or du 4 × 400 m aux Jeux de la Francophonie.
En 2016, elle remporte la médaille de bronze du relais 4 × 400 m lors des championnats du monde en salle de 2016, en compagnie de Andrea Miklós, Mirela Lavric et Bianca Răzor. 